# Нижний Услон
Нижний Услон (тат. Түбән Ослан) — село в Верхнеуслонском районе Татарстана. Административный центр муниципального образования «Нижнеуслонское сельское поселение».

## География
Нижний Услон располагается на правом берегу Волги (Куйбышевское водохранилище), напротив южных окраин Казани. Ближайшие населённые пункты — село Верхний Услон в 12 км к северу (выше по течению) и село Ключищи в 3 км к югу (ниже по течению).

## История
Нижний Услон был основан в 1637 году выходцами из Верхнего Услона. В 1768 году по проекту В. К. Бечко-Друзина в селе была построена деревянная церковь Сергия Радонежского. К 1890 году она обветшала и была заменена каменной. К церковному приходу относились жители соседних населённых пунктов Воробьёвка и Студенец.
Жители Нижнего Услона традиционно занимались садоводством, огородничеством, рыболовством, обслуживанием волжского судоходства.

## Транспорт
В летнюю навигацию регулярно ходят пригородные пассажирские суда до Казани.